# ريما حسن
ريما حسن مبارك ولدت (28 نيسان/ أبريل 1992- ) محامية وسياسية من أصل فلسطيني وأول فرنسية من أصل فلسطيني تصبح عضوة في البرلمان الأوروبي. انضمت إلى أسطول الحرية المتجه إلى غزة في يونيو 2025، مبحرة على متن السفينة "مدلين". ورافقها في هذه الرحلة 11 شخصاً آخرين، من بينهم الناشطة المناخية غريتا تونبرج.

## حياتها
ولدت ريما في مخيم النيرب للاجئبن الفلسطينيين قرب حلب في سوريا، وتنحدر عائلتها من قرية البروة المهجّرة عام 1948 جنوبي عكا، وهاجرت مع أمها وخمسة من أشقائها لفرنسا بعمر تسع سنوات، وبعمر 18 حصلت على الجنسية الفرنسية، درست الحقوق في جامعة السوربون وتناولت في رسالتها الفصل العنصري بجنوب أفريقيا وإسرائيل، وأسست "مرصد مخيمات اللجوء" (OCR) لمساعدة اللاجئين حول العالم وتسليط الضوء على قضاياهم، وترشحت عن حزب فرنسا الأبية اليساري، وانتخبت عضوة عن الحزب للبرلمان الأوربي عام 2024.
منعت سلطات الاحتلال الإسرائيلي ريما حسن من دخول الأراضي الفلسطينية، حين كانت متجهة على متن طائرة من بروكسل إلى تل أبيب، تم ترحيلها على الفور بقرار من وزير الداخلية الإسرائيلي موشيه أربيل، كونها ناشطة فلسطينية منخرطة بالنشاطات والسجالات المناصرة لفلسطين والرافضة لحرب الإبادة على غزة.

## المسيرة المهنية

### العمل
انضمت ريما إلى المكتب الفرنسي لحماية اللاجئين وعديمي الجنسية (OFPRA) في عام 2016، وبعد 18 شهراً، عملت في المحكمة الوطنية لقانون اللجوء لمدة ست سنوات حتى عام 2023. في عام 2019، أسست المنظمة غير الحكومية "مرصد مخيمات اللجوء". في العام التالي، شاركت في مائدة مستديرة نظمتها إيماوس بمناسبة اليوم العالمي للاجئين، في 20 يونيو.
في عام 2022، خصص لها الوفد الوزاري المشترك للاستقبال والإدماج صورة كـ "امرأة ملهمة". في نفس العام، أعادت النظر في مفهوم "الأخوة" من الشعار الوطني الفرنسي في بودكاست، إلى جانب مشاركين آخرين. في 3 فبراير 2023، ألقت كلمة في مجلس الشيوخ الفرنسي في ندوة "إسرائيل-فلسطين: الوضع الراهن" التي نظمتها السيناتور الباريسية إيستر بنباسا، بالتعاون مع مجلة "لِستوار" والمركز الفرنسي للبحوث في القدس. وتناولت مداخلتها قضية الفصل العنصري في المجتمع الإسرائيلي.
بعد السابع من أكتوبر 2023، وفي خضم قصف قطاع غزة والهجوم البري الذي شنته إسرائيل، أنهت ريما عقدها مع المحكمة الوطنية لقانون اللجوء ورفضت منصب محامية في قضايا الهجرة عرضته عليها منظمة العفو الدولية. بدلاً من ذلك، عادت إلى مخيم النيرب للاجئين، "لتكون قريبة من شعبها" وأسست تجمع "العمل من أجل فلسطين فرنسا" على تيليجرام. حتى نوفمبر 2023، كانت تقدم المشورة أيضاً لشركة لوريال بشأن قضايا التنوع وإدماج اللاجئين.

#### السياسة
في أغسطس 2023، شاركت ريما في الأيام الصيفية التي نظمها حزب أوروبا إيكولوجيا - الخضر، إلى جانب مغني الراب مدينا والسياسية كليمنتين أوتين. في انتخابات البرلمان الأوروبي لعام 2024، انضمت ريما إلى قائمة "فرنسا الأبية" (LFI)، حيث وُضعت في المركز السابع، بعد أن عُرض عليها أيضاً أن تكون على قائمة حزب الخضر ولكن في مركز غير مؤهل. وقد انتخبت. وتوضح التزامها السياسي بقائمة "فرنسا الأبية" بـ "الحاجة الملحة للعمل سياسياً الآن" فيما يتعلق بالوضع في قطاع غزة.

## حادثة أسطول مادلين
وقعت حادثة أسطول مادلين في 9 يونيو 2025 عندما حاول اليخت مادلين الذي يحمل العلم البريطاني، والذي يديره تحالف أسطول الحرية المؤيد للفلسطينيين، اختراق الحصار البحري الإسرائيلي لقطاع غزة بشحنة رمزية من الأرز وحليب الأطفال والمعدات الطبية. وكان على متن الطائرة اثنا عشر ناشطًا، أبرزهم الناشطة المناخية السويدية غريتا تونبرج وريما حسن.
وصف الركاب الرحلة بأنها مقاومة سياسية مباشرة غير عنيفة تهدف إلى جذب الانتباه العالمي إلى الأزمة الإنسانية في غزة والضغط على الحكومات لتسهيل توصيل المساعدات.
في الساعات الأولى من صباح 9 يونيو 2025، اعترضت قوات خاصة للبحرية الإسرائيلية سفينة مادلين في المياه الدولية على بعد حوالي 185 كيلومترًا قبالة سواحل غزة، ونشرت طائرات مسيرة لتطويق السفينة، ورشت مادة بيضاء على سطحها، وتسببت في تشويش الاتصالات، وأمرت الركاب بالتخلص من هواتفهم المحمولة قبل الصعود إلى السفينة.
بعد الصعود إلى السفينة، سُحب اليخت إلى ميناء أشدود، حيث خضع جميع الناشطين الاثني عشر لفحوصات طبية واحتجزوا بموجب القانون الإسرائيلي. وافق أربعة ناشطين، من بينهم تونبرج، على الترحيل الطوعي، بينما رفض ثمانية، من بينهم ريما حسن، التوقيع على أوراق الطرد وظلوا رهن الاحتجاز في انتظار جلسات قضائية.